# Sugan
Sugan è un album di Phil Woods con Red Garland, pubblicato dalla Status Records nel 1965.
Il disco era stato registrato il 19 luglio 1957 al "Rudy Van Gelder Studio" ad Hackensack, New Jersey (Stati Uniti).

## Tracce
Lato A
1. Au Privave – 6:56 (Charlie Parker)
2. Steeplechase – 7:27 (Charlie Parker)
3. Last Fling – 6:33 (Phil Woods)

Lato B
1. Sugan – 9:25 (Phil Woods)
2. Green Pines – 5:02 (Phil Woods)
3. Scrapple from the Apple – 7:38 (Charlie Parker)

## Musicisti
- Red Garland - pianoforte
- Phil Woods - sassofono alto
- Ray Copeland - tromba
- Teddy Kotick - contrabbasso
- Nick Stabulas - batteria